# Angelo Toselli
Angelo Toselli (Bologna, 1770 circa – Roma, 1827) è stato un architetto, pittore e scenografo italiano.

## Biografia
Come scenografo realizzò l'allestimento per la prima del Barbiere di Siviglia che si tenne al Teatro Argentina di Roma il 20 febbraio 1816.
Tra i propri allievi per lo studio della prospettiva ebbe il pittore russo Orest Adamovič Kiprenskij, su cui raccomandazione venne invitato dal Teatro Imperiale di San Pietroburgo, dove andò a sostituire nel ruolo di decoratore-scenografo due artisti italiani, Pietro Gonzaga e Domenico Corsini. Nel 1817 così si trasferì nella capitale dell'Impero russo, della quale dipinse numerosi quadri, realizzati secondo i canoni del Vedutismo.